# Florentinus (poète)
Pour les articles homonymes, voir Florentinus.
Florentinus ou Florentin (fl. ca. 510) est un poète latin exerçant à la cour du roi vandale Thrasamund à Carthage.
On connaît peu de choses de sa vie. On a de lui un panégyrique en 39 vers consacré à la gloire de Thrasamund et à la splendeur de Carthage sous son règne. Pour Jean-Chrétien-Ferdinand Hœfer, ces vers, « écrits dans un langage barbare, n'offrent qu'un tissu de flatteries ».
Dans son panégyrique, Florentinus célèbre la richesse du royaume vandale et de sa capitale, Carthage, « ville des maîtres et des études ». Il énumère aussi, parmi les richesses que l'on peut trouver à Carthage, « les pierres précieuses qui viennent du pays des Parthes » (soit la Perse), le « sable brillant du Pactole » (or extrait d'une rivière de l'actuelle Turquie), les « tissus colorés du pays des Sères » (soit la Chine), ce qui montre que les Vandales entretenaient des relations commerciales avec tout l'Orient.
Sous le règne du roi Thrasamund (496-523), Carthage connaît une « renaissance » et redevient un grand centre intellectuel et économique du bassin méditerranéen célébré par le poète :
| Nam Carthago suam retinet per culmina laudem, Carthago in regem, victrix Carthago triumpliat, Carthago Asdingis genitrix, Carthago coruscat, Carthago excellens, Libycas Carthago per oras, Carthago studiis, Carthago ornata magistris, Carthago populis pollet, Carthago refulget, Carthago in domibus, Carthago in moenibus ampla, Carthago et dulcis, Carthago et nectare suavis, Carthago flores, Thrasamundi nomine regnas… | Car Carthage sur les sommets garde toute sa gloire, Carthage la royale, Carthage victorieuse triomphe, Carthage mère des Asdings, Carthage étincelle Carthage la grande, Carthage des rivages libyques, Carthage dont les écoles, Carthage dont les maîtres font la parure, Carthage est riche de tous les peuples, Carthage resplendit, Carthage dont les demeures, Carthage dont les murailles font la grandeur, Carthage au nectar doux, Carthage au nectar suave, Carthage tu t'épanouis, et tu règnes sous le nom de Thrasamund… |

Les poèmes de Florentinus sont placés dans l'Anthologie latine juste après ceux du poète Luxorius.